# Wilhelm Schall (Politiker, 1882)

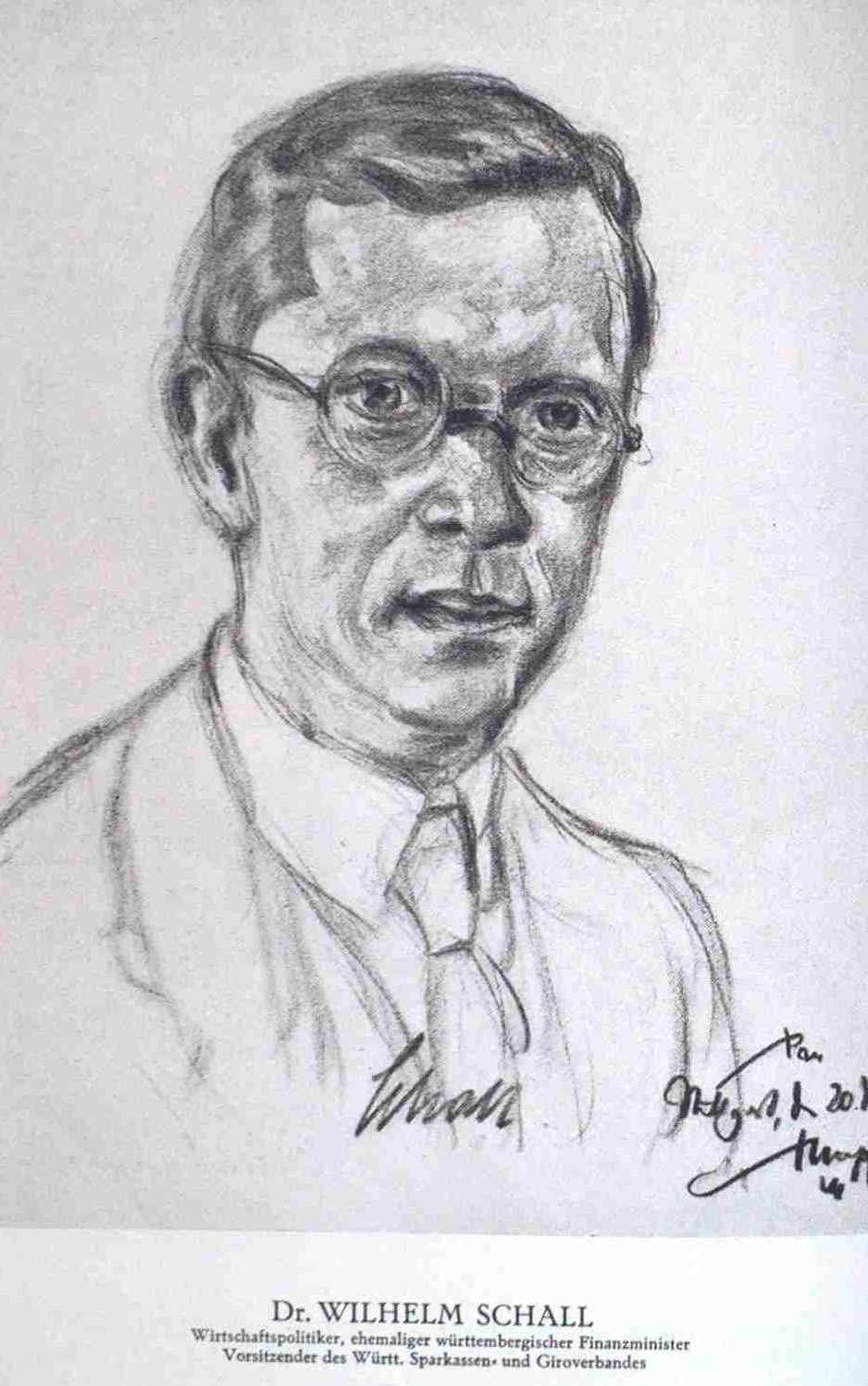
Wilhelm Schall (Emil Stumpp 1926)

Wilhelm Friedrich Schall (* 11. April 1882 in Reutlingen; † 17. Dezember 1928 in Heilbronn) war ein deutscher Politiker in Württemberg.

## Leben
Wilhelm Schall besuchte das Gymnasium in Reutlingen und studierte von 1900 bis 1905 Jura und Staatslehre an den Universitäten Tübingen und Berlin. Während des Studiums schloss sich Schall 1900 der Studentenverbindung Roigel an. Im Jahre 1905 legte er die Erste Höhere Justizdienstprüfung ab und promovierte 1907 bei Professor Philipp Heck in Tübingen zum Dr. jur. 1908 bestand er die zweite Staatsprüfung und war vom Dezember desselben Jahres bis zum Februar 1909 Hilfsrichter beim Landgericht in Schwäbisch Hall. Im März 1909 konnte Schall mit Hilfe eines königlichen Stipendiums in die USA reisen, wo er bis August zu Studienzwecken blieb. Vom September bis zum Dezember 1909 arbeitete er als Hilfsrichter am Landgericht Stuttgart. 1910 und 1911 assistierte er im württembergischen Innenministerium, welches damals die offizielle Bezeichnung Departement des Inneren trug, und war zwischenzeitlich von Dezember 1910 bis März 1911 stellvertretender Amtmann bei der Stadtdirektion Stuttgart. 1913 und 1914 war er Assessor beim Oberversicherungsamt, vom November 1914 bis zum Februar 1915 Oberamtsverweser beim Oberamt Tettnang und anschließend bis zum Juni 1918 Oberamtmann beim Oberamt Laupheim. Im Ersten Weltkrieg war er nebenher ab Juli 1915 Vorstand der Württembergischen Landesgetreidestelle, ab Dezember 1915 außerdem Vorstand der Fleischversorgungsstelle für Württemberg und Hohenzollern. Im Oktober 1916 wurde ihm der Rang und Titel eines Regierungsrats verliehen. Im Juni 1918 wechselte Schall wieder ins Innenministerium in die dortige Abteilung für den Straßen- und Wasserbau. Nach der Novemberrevolution war er zeitweilig Leiter der Abteilung für die Übergangswirtschaft im neu gebildeten württembergischen Ministerium für Arbeit. Im Februar 1919 wurde Schall zum Ministerialrat ernannt.

## Politik
Wilhelm Schall war Mitglied der linksliberalen DDP, deren württembergischer Landesverband in der Tradition der Demokratischen Volkspartei stand. Von 1920 bis 1921 und ab 1925 gehörte er dem Reichsparteiausschuss seiner Partei an. Außerdem war er stellvertretender Landesvorsitzender der DDP in Württemberg. Schall beteiligte sich als württembergischer Delegierter an der deutschen Waffenstillstandskommission in Spa und an der Friedensdelegation in Versailles. Bei diesen Delegationen vertrat er jeweils wirtschaftspolitische Gesichtspunkte.
Vom 23. Juni 1920 bis 7. November 1921 war er Arbeitsminister im Kabinett Hieber und ab Februar 1922 bis zum 5. April 1924 Finanzminister, was in der Zeit der Inflation eine besondere Herausforderung bedeutete. Im April 1924 verließ Schall zusammen mit seinem Parteifreund und Kabinettskollegen Johannes von Hieber die Koalitionsregierung aus DDP und Zentrum, weil das Zentrum die nach der Hyperinflation des Jahres 1923 geplante württembergische Verwaltungsreform im Landtag nicht mehr mittragen wollte. Die Regierung Hieber musste deshalb kurz vor den Landtagswahlen durch die Übergangsregierung Rau ersetzt werden. Von 1924 bis zu seinem Tode gehörte Wilhelm Schall dem württembergischen Landtag an und war 1928 dort Fraktionsvorsitzender der DDP.

## Positionen in der Wirtschaft
Am 1. Juli 1919 wurde Wilhelm Schall stellvertretendes Mitglied der Daimler-Motoren-Gesellschaft AG in Untertürkheim. Seit dem 4. Dezember 1925 stand er dem Württembergischen Sparkassen- und Giroverband vor. Schall führte den Vorsitz im Aufsichtsrat der Württembergischen Kreditverein AG und der Deutschen Versorgungsbank AG in Berlin. Außerdem war er Mitglied im Aufsichtsrat der Deutschen Girozentrale, der Württembergischen Notenbank AG, der Zentraleuropäischen Versicherungsbank AG in Berlin und der Zentralbank der deutschen Industrie AG, ebenfalls in Berlin.

## Sonstige Mitgliedschaften
Schall saß im Aufsichtsrat des Deutschen Auslandsinstituts in Stuttgart. Zudem war er Mitglied in der Paneuropa-Union, des Bundes zur Erneuerung des Reichs, der württembergischen Sektion der deutsch-österreichischen Arbeitsgemeinschaft sowie Gründungsmitglied und Präsident der Gesellschaft für Persönlichkeitsforschung. 1928 gründete und leitete er die Württembergische Verwaltungsakademie.

## Privates
Schall war evangelisch und in erster Ehe verheiratet mit Elise Hofmann (* 1884 † 1921), deren Vater Friedrich Hofmann (* 1851 † 1921) seit 1904 Regierungspräsident des Schwarzwaldkreises in Reutlingen war. Aus dieser Ehe stammten drei Kinder. Nach dem Tod seiner ersten Frau heiratete Schall 1923 Margarete Schmidgall (* 1892 † 1969). Schall litt an der Zuckerkrankheit. Als er im Dezember 1928 nach einem Berlinaufenthalt nach Hause reiste, musste er unterwegs in Heilbronn in die Privatklinik Dr. Geyer eingeliefert werden und starb, weil er die nötigen Medikamente gegen die Krankheit mitzuführen vergessen hatte.

## Veröffentlichungen
Aus der Feder von Wilhelm Schall stammen zahlreiche Veröffentlichungen zu juristischen und wirtschaftlichen Themen. Schwerpunkte seiner Publikationen lagen dabei auf Problemen des Finanzverfassungsrechts und der Reichsreform.